# Измайлов, Герасим Григорьевич
Гера́сим Григо́рьевич Изма́йлов (до 1745 — после 1795) — русский купец, мореход, исследователь Северной Пацифики, в честь которого названы остров в бухте Халибут-Ков (залив Кука) и островок в проливе Латуш (залив Принс-Уильям) у берегов Аляски.

## Биография
Уроженец Якутска, учился в навигационной школе вместе с Дмитрием Бочаровым, служил вместе с ним штурманом на Камчатке. Во время бунта Бенёвского в мае 1771 года увезён с полуострова. Пытался порвать с заговорщиками, был бит плетьми и вместе с камчадалами Алексеем и Лукерьей Паранчиными высажен на необитаемом острове Симушир (по другой версии, которой придерживался и сам Измайлов, на острове Маканруши). В начале августа к острову подошли русские промышленники во главе с купцом Никоновым. Они забрали Паранчиных с собой и отправились к другим островам добывать морского зверя, дав Измайлову немного продуктов в обмен на бывшую у него тёплую одежду и оставив его одного. Измайлов страдал от холода и питался «морскими ракушками, капустой и кореньями». К его счастью, на остров прибыли промышленники купца Протодьяконова. С ними Измайлов перезимовал, а в июле 1772 года возвращавшийся Никонов доставил его на Камчатку. В Большерецке Измайлова и Паранчина арестовали и подвергли допросу, затем отправили в Иркутск, где держали под следствием. Освободили их только к лету 1774 года по высочайшему распоряжению.
В 1775—1781 годах Измайлов водил бот «Св. Павел» к Алеутским островам, очертания которых постепенно наносил на карту. На Уналашке он встретился (в октябре 1778 года) с капитаном Куком, который просил его передать в Британское Адмиралтейство составленную им карту западного побережья Северной Америки. В обмен на рекомендательное письмо к камчатским властям Кук подарил Измайлову свою шпагу.
В 1783—1786 годах Измайлов, Шелихов и Бочаров на галиоте «Три святителя» ходили из Охотска на остров Кадьяк, где ими было основано первое поселение Русской Америки. В 1789 году Измайлов, уже на галиоте «Св. Симеон», нанёс на карту берега аляскского полуострова Кенай. В 1792 году помог Александру Баранову отбиться от тлинкитов.
Перезимовав в 1793 году на Уналашке, Измайлов подобрал на острове Св. Павла пропавшую в 1791 году команду судна «Иоанн Предтеча» и вернулся в Охотск в июне 1794 года. В следующем году возил на Кадьяк православных миссионеров во главе с архимандритом Иоасафом. После 1795 года о Герасиме Измайлове достоверные сведения отсутствуют.

## Память
В честь Герасима Измайлова названы:
- мыс Измайлова (Охотское море, у Тауйской губы)[4];
- остров Измайлова (Тихий океан, побережье Северной Америки, залив Аляска, 59°36′ с.ш., 151°13′ з.д., название присвоено в 1880 г. У. Доллом)[4].